# Jacob Bannon
Jacob Bannon (né le 15 octobre 1976) est un musicien américain qui est le chanteur, parolier et graphiste du groupe de metalcore Converge. Il est le cofondateur et propriétaire du label Deathwish Inc et l'auteur de nombreuses œuvres visuelles pour des musiciens indépendants de punk rock et de heavy metal.